# Авратинська сільська рада (Волочиський район)
Авра́тинська сільська́ ра́да — адміністративно-територіальна одиниця та орган місцевого самоврядування в Волочиському районі Хмельницької області. Адміністративний центр — село Авратин.

## Загальні відомості
- Територія ради: 27,446 км²
- Населення ради: 681 особа (станом на 2001 рік)
- Територією ради протікає річка Збруч

## Населені пункти
Сільській раді були підпорядковані населені пункти:
- с. Авратин
- с. Збручівка
- с. Пальчинці

## Склад ради
Рада складалася з 14 депутатів та голови.
- Голова ради: Кучерявий Володимир Олександрович
- Секретар ради: Миколюк Наталія Анатоліївна

### Керівний склад попередніх скликань
| Прізвище, ім'я, по батькові       | Основні відомості                                                         | Дата обрання | Дата звільнення |
| --------------------------------- | ------------------------------------------------------------------------- | ------------ | --------------- |
| Кучерявий Володимир Олександрович | Сільський голова, 1957 року народження, освіта вища, член Народної партії | 26.03.2006   | 31.10.2010      |
| Кучерявий Володимир Олександрович | Сільський голова, 1957 року народження, освіта вища, безпартійний         | 31.10.2010   |                 |

Примітка: таблиця складена за даними сайту Верховної Ради України

### Депутати
За результатами місцевих виборів 2010 року депутатами ради стали:

#### За суб'єктами висування
| Суб'єкт висування | Кількість обраних депутатів | %    |
| ----------------- | --------------------------- | ---- |
| Самовисування     | 11                          | 78,6 |
| Народна партія    | 3                           | 21,4 |

#### За округами
| № округу       | Прізвище, ім'я, по батькові      | Дата визнання обраним | Освіта             | Партійна приналежність                        | Відомості про обраного депутата                                 |
| -------------- | -------------------------------- | --------------------- | ------------------ | --------------------------------------------- | --------------------------------------------------------------- |
| Народна Партія |                                  |                       |                    |                                               |                                                                 |
| 6              | Щирба Василь Павлович            | 02.11.2010            | середня спеціальна | член Народної партії                          | Сільська лікарська амбулаторія, фельдшер                        |
| 11             | Крутисвіт Олександр Андрійович   | 02.11.2010            | середня спеціальна | член Народної партії                          | Сільська лікарська амбулаторія с. Авратин, фельдшер фізкабінету |
| 14             | Ткачук Володимир Михайлович      | 02.11.2010            | середня            | член Народної партії                          | ВП «Авратин-Агро», механізатор                                  |
| Самовисування  |                                  |                       |                    |                                               |                                                                 |
| 1              | Джерелейко Олександр Миколайович | 02.11.2010            | середня            | позапартійний                                 | ВП «Авратин-Агро», водій                                        |
| 2              | Білий Олександр Іванович         | 02.11.2010            | середня            | позапартійний                                 | ВП «Авратин-Агро», механізатор                                  |
| 3              | Окопнюк Ольга Петрівна           | 02.11.2010            | середня спеціальна | член Партії регіонів                          | Волочиська ЦРЛ, фельдшер — лаборант                             |
| 4              | Чижевська Валентина Миколаївна   | 02.11.2010            | вища               | позапартійна                                  | Авратинська загальноосвітня школа І-ІІІ ст., вчитель            |
| 5              | Миколюк Наталія Анатоліївна      | 02.11.2010            | вища               | позапартійна                                  | ВП «Авратин-Агро», бухгалтер                                    |
| 7              | Шлапак Галина Василівна          | 02.11.2010            | вища               | член Партії регіонів                          | Авратинська загальноосвітня школа І-ІІІ ст., вчитель            |
| 8              | Заводний Олександр Анатолійович  | 02.11.2010            | середня            | позапартійний                                 | ВП «Авратин-Агро», механізатор                                  |
| 9              | Джерелейко Олексій Володимирович | 02.11.2010            | вища               | позапартійний                                 | ВП «Авратин-Агро», агроном                                      |
| 10             | Гудзера Михайло Васильович       | 02.11.2010            | середня спеціальна | член Всеукраїнського об'єднання «Батьківщина» | пенсіонер                                                       |
| 12             | Чорний Ігор Анатолійович         | 02.11.2010            | середня спеціальна | позапартійний                                 | Авратинська сільська бібліотека, бібліотекар                    |
| 13             | Петлюк Оксана Андріївна          | 02.11.2010            | середня спеціальна | член Партії регіонів                          | Авратинська сільська рада, бухгалтер                            |